# Анна-Мария Боцари
Анна-Мария Боцари (на гръцки: Αννα-Μαρία Μπότσαρη) е гръцка шахматистка и треньорка по шахмат, гросмайстор при жените от 1993 година. В 1995 - 1999 година се състезава под името Боцари-Миладинович, тъй като в този период е женена за сръбския гросмайстор Игор Миладинович.

## Биография
Родена е на 5 октомври 1972 година в македонския град Кавала, Гърция. От средата на 1980-те години Анна-Мария Боцари е сред водещите гръцки шахматистки. В 1985 и в 1986 година печели златен медал на шампионата на Гърция по шахмат за девойки до 20 години. В 1988 година в Тимишоара печели бронзов медал на световния шампионат по шахмат за девойки до 16 години, а в 1991 година в Мамая - сребърен медал на световния шампионат за девойки до 20 години. Многократно участва на финала на шампионата на Гърция по шах, като осем пъти печели златен медал (1986, 1988, 1997, 2001, 2002, 2006, 2008, 2010). Между 1986 и 2008 година участва във всички 12 шахматни олимпиади, в това число и пет пъти на първа дъска. В 1992 - 2007 година седем пъти (четири пъти на първа дъска) взима участие в отборните първенства на Европа, като в 1992 година в Дебрецен печели златен медал на втора дъска. На Балканиадите по шахмат при жени Боцари печели два индивидуални златни медала в Мангалия в 1992 година и във Варна в 1994 година, както и отборен златен медал във Варна в 1992 година.
Най-големи успехи на международната арена достига на зоналните турнири (от отборния цикъл на световното първенство), като побеждава в 1993 година в Неа Макри и разделя в 1990 година първото място в Пула заедно с Весна Мешанович, Сузана Максимович и Марина Макропулу. Три пъти, в 1990, 1991 и 1993 година, участва в междузоналните турнири, като най-добър резултат показва в 1993 година в Джакарта, където от 39 шахматистки заема девето място. В 2004 година разделя трето място (след Моника Соцко и Кристина-Адела Фойшор) заедно с Яна Кривец на турнира Акрополис Интернешънъл в Атина.
От 27 до 28 февруари 2002 година в Калаврита Анна-Мария Боцари поставя нов световен рекорд, вписан в Книгата на рекордите на Гинес, като играе едновременно на 1102 дъски.
В 2009 година в Риека побеждава в женския турнир на Седмото първенство на средиземноморските страни по шах.
В 1990 година Боцари получава званието международен майстор при жените, а в 1993 година - званието гросмайстор при жените.
Най-висок ЕЛО рейтинг в кариерата си Анна-Мария Боцари достига на 1 октомври 2003 година - 2394 точки, като разделя 58 - 59 място в световната ранглиста на ФИДЕ заедно с Елена Седина и същевременно заема първо място сред гръцките шахматистки.